# والتر مولر (ممثل)
والتر مولر (بالألمانية: Walter Müller)‏ هو مؤدي وممثل نمساوي، ولد في 6 مايو 1911 ببراغ في التشيك، وتوفي في 2 سبتمبر 1969 في ألمانيا.

## وصلات خارجية
- والتر مولر على موقع IMDb (الإنجليزية)
- والتر مولر على موقع ألو سيني (الفرنسية)
- والتر مولر على موقع ميوزك برينز (الإنجليزية)
- والتر مولر على موقع أول موفي (الإنجليزية)
- والتر مولر على موقع ديسكوغز (الإنجليزية)
- والتر مولر على موقع قاعدة بيانات الفيلم (الإنجليزية)
- والتر مولر على موقع كينوبويسك (الروسية)